# Ätimysvaara (kulle i Finland)
Ätimysvaara är en kulle i Finland. Den ligger i Savukoski i landskapet Lappland, i den norra delen av landet, 900 km norr om huvudstaden Helsingfors. Toppen på Ätimysvaara är 417 meter över havet, eller 105 meter över den omgivande terrängen. Bredden vid basen är 11,0 km.
Terrängen runt Ätimysvaara är huvudsakligen platt. Trakten runt Ätimysvaara är nära nog obefolkad, med mindre än två invånare per kvadratkilometer. Det finns inga samhällen i närheten. 